# Jacques Coulaud
Jacques Coulaud, né le 9 janvier 1928 à Argenton-sur-Creuse, et mort le 20 janvier 2005 au Pêchereau (Indre), est un pianiste français.

## Biographie
Natif du Berry, Jacques Coulaud étudie le piano dès 6 ans avec Marthe Giraud-Nickerk, puis avec Marcel Ciampi au Conservatoire National de Paris , où il obtient son premier prix en 1948, ainsi que sa 1ère Médaille du Musique de Chambre (classes de Joseph Calvet puis Gaston Poulet). Il perfectionne ensuite son jeu pianistique auprès de Pierre Kostanov. En 1950, il remporte le 3ème prix du Concours International Busoni, puis, en 1952 le 9ème prix du  Concours International Reine Elisabeth aux côtés de Léon Fleisher, Maria Tipo, Yuri Boukoff ou Philippe Entremont. 
Il devient alors soliste des Radiodiffusions Françaises et Suisse, et fait des tournées de concerts en France, en Suisse, en Belgique, en Italie, en Espagne, en Angleterre, en Allemagne, en Hollande, en Autriche, et également en Syrie et au Liban. Ses partenaires de musique de chambre sont alors le chanteur Jean-Christophe Benoît, le violoniste Serge Hurel ou la violoncelliste Eliane Magnan. 
À partir des années soixante, il enseigne à l'École supérieure de musique de la Sarre (de), puis au conservatoire de Versailles. Parmi ses élèves, citons : Françoise Barrière, Jacques Dor, Billy Eidi.

## Répertoire
Soliste
- Jean-Sébastien Bach : Concerto italien, Chaconne (arr. Busoni), Sonate en sol majeur pour violoncelle
- Domenico Scarlatti : 2 Sonates
- Wolfgang Amadeus Mozart : Variations sur un menuet de Duport
- Ludwig van Beethoven : Sonates n°8 "Pathétique" et n°23 "Appassionata"
- Franz Schubert : Sonate op.120
- Frédéric Chopin : Andante Spianato et grande Polonaise op.22, Ballade n°1, 6 études, Fantaisie op.49, 2 nocturnes, 4 mazurkas, 6 valses, Sonate n°3
- Franz Liszt : Après une lecture de Dante, Légende de Saint François de Paule marchant sur ls flots, Sonnet de Petrarque, Rapsodie hongroise n°12, 2 grandes Etudes d'après Paganini ("Andante Capriccioso" & "La Campanella"), Nocturne n°3 "Rêve d'amour", Réminiscences de Norma d'après Bellini, Sonate
- Claude Debussy : 3 Etudes, Reflets dans l'eau, Sonate pour violon et piano
- Maurice Ravel : Gaspard de la nuit
- Igor Stravinsky : Danse russe

Concertos
- Jean-Sébastien Bach : Concerto en fa mineur
- Wolfgang Amadeus Mozart : Concertos en si bémol K.450, en ré mineur K.466 et en ut majeur K.467
- Ludwig van Beethoven : Concertos n°3, 4 et 5
- Frédéric Chopin : Concertos n°1 et 2
- Robert Schumann : Concerto en la mineur
- Franz Liszt : Concertos n°1 et 2, Danse macabre, Fantaisie hongroise
- Edvard Grieg : Concerto en la mineur
- César Franck : Variations symphoniques
- Camille Saint-Saëns : Concertos n°2 et n°4
- Johannes Brahms : Concertos n°1 et 2
- Piotr Ilitch Tchaïkovski : Concerto n°1
- Sergueï Rachmaninov : Concerto n°2
- Maurice Ravel : Concerto en sol, Concerto pour la main gauche

Musique de chambre
- Jean-Sébastien Bach : Sonate en sol majeur pour violoncelle
- Claude Debussy : Sonate pour violon et piano
- Igor Stravinsky : Suite italienne pour violoncelle
- Paul Hindemith : Sonate pour violoncelle

Quelques retours sur son jeu :
- "Pianiste exceptionnel parmi les virtuoses Français de notre époque." (Bernard Gavoty)
- "Jacques Coulaud est un jeune Nat, brassant le clavier de fières pattes léonines, avec calme et la sûreté d'un illustre fauve déjà." (Antoine Goléa, "Arts")
- "Son jeu perlé, la richesse des détails, la probité dans l'exécution en font un pianiste de choix." (Le Quotidien de Liège)
- "A fait preuve d'une technique magistrale. Il possède les secrets essentiels du clavier : aisance, équilibre entre les différents registres, justesse de traits et clarté dans l'élocution." (L'Orient de Beyrouth)
- "Heureuse et attachante personnalité que celle de ce jeune pianiste Français dont mille et une qualités  font de lui véritablement un musicien. C'est à une nature généreuse et sensible, fraîche et jeune, à une intelligence toute d'équilibre et de justesse d'idée, autant qu'à une technique solide et un doigté particulièrement varié et souple que M. Coulaud doit de pouvoir situer les pièces qu'il interprète dans leur climat propre. Il dégage avec une netteté et une fermeté de la meilleure veine les moindres intentions du compositeur. Il peint plus encore qu'il ne joue tant son pouvoir d'évocation transcende le discours musical." (Le Courrier de Genève)

## Récompenses
- 1950 : Troisième prix du Concours International de piano Ferrucio Busoni
- 1952 : Neuvième prix du Concours musical international Reine Elisabeth